# Битва при Манцикерте
Би́тва при Манцике́рте — состоявшееся 25—26 августа 1071 года на территории Византии у города Манцикерт, на Маназкертской равнине, сражение между тюрками-сельджуками и Византийской империей. В армии сельджуков также были не только тюрки, но и 15 000 курдских солдат династии Марванидов и арабские солдаты Аббасидского государства. Тюрки-сельджуки под предводительством султана Алп-Арслана нанесли поражение византийцам, несмотря на их численное превосходство, и взяли в плен византийского императора Романа IV Диогена, который выкупил свою жизнь за счёт территориальных уступок. Поражение византийцев в Битве при Манцикерте ознаменовала начало сельджукского господства в Армении и процесса массовой миграции огузов и туркмен в глубь Малой Азии.

## История
Первые столкновения с сельджуками начались в 60-х годах XI века: в 1064 году ими был захвачен город Ани, в конце правления Константина X отдельные отряды проникали сквозь границу, доходя до малоазийских городов Иконий и Хоны. В то время султан Алп-Арслан был сосредоточен на покорении Египта и Сирии, и не решался на полномасштабную войну с Византийской империей. После смерти Константина X и регентстве Евдокии не подчинявшиеся султану сельджукские отряды угрожали Кесарии и Антиохии. Летом 1068 года Роман Диоген в качестве императора выступил против сельджуков; его войска в Сирии заняли Манбидж и создали угрозу для Алеппо, близ каппадокийской Лариссы было нанесено поражение турецкому отряду.
Неуместная скупость и неспособность прежних правителей сократили ряды византийской армии и деморализовали её; в то же время Роману в довольно короткие сроки удалось создать боеспособное войско. Дурные вести из Италии, где Роберт Гвискар взял Отранто и осадил Бари, последний опорный пункт греческого владычества, заставили Романа на время вернуться в Европу. В его отсутствие турки разбили Мануила Комнина, командовавшего армией, взяли и разграбили Хоны, а сам Алп-Арслан овладел важнейшей пограничной крепостью в восточной Византии — Манцикертом. Роман во главе 100-тысячной армии вновь занял Манцикерт.

## Подготовка
Романа IV сопровождал Андроник Дука, соправитель и прямой конкурент в борьбе за императорский престол. Армию составляли 10 000 византийских солдат из западных и восточных областей империи, 500 франкских и нормандских наёмников под командованием Русселя де Байоль, наёмные отряды узов и печенегов, отряды болгар, грузин и армян, а также часть варяжской гвардии. Всего византийская армия насчитывала 40 000 — 70 000 воинов. Мусульманские авторы (Ибн аль-Асир, Сибт ибн аль-Джаузи, Ибн аль-Каланиси, аль-Хусайни, аль-Бундари, аль-Фарики и др.) называют фантастические цифры от 300 до 700 тысяч.
Продвижение через Малую Азию было долгим и трудным. Сам Роман вызвал недовольство своих воинов из-за своего большого обоза, а местное население подверглось нападениям франкских наёмников, которые позднее были уволены из армии.
Считая, что сельджуки ещё далеко, византийцы продвигались к озеру Ван, намереваясь отбить Манцикерт и соседнюю крепость Ахлат. Между тем Алп-Арслан уже успел прибыть в Армению с 30 000 тюркских всадников и с мусульманскими союзниками из Алеппо, Мосула и других городов. Шпионы сообщили ему точное местонахождение противника, тогда как византийцы не знали о расположении врага.

## Битва

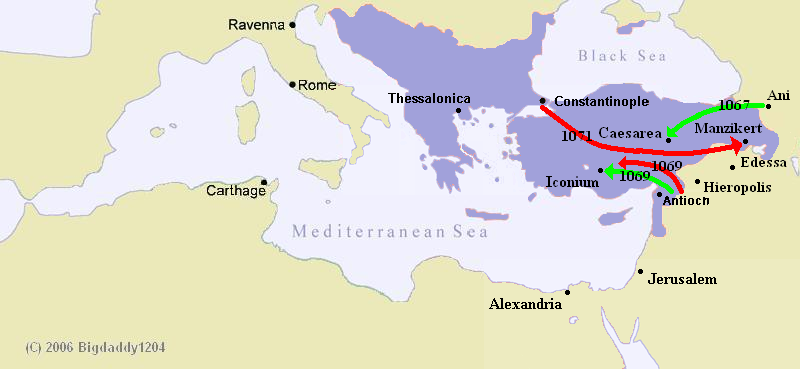
Манёвры византийской (красный) и сельджукской (зелёный) армий

Согласно «Энциклопедии ислама», для защиты византийских границ от сельджукских набегов император Роман IV Диоген весной 1071 года покинул Константинополь и отправился на восток, где предпринял укрепление армянских крепостей Ахлат и Манцикерт.
Манцикерт был захвачен Диогеном, а на следующий день его воины обнаружили армию сельджуков. Один из генералов был отослан с отрядом конницы на разведку, так как Роман считал, что это не вся армия Алп-Арслана. Но отряд был разбит, а его командир попал в плен.
25 августа византийская армия начала наступление на позиции мусульман. Левым флангом командовал Никифор Вриенний, правым — Феодор Алиат, в центре находился сам император, а запасные силы находились под командованием Андроника Дуки. Турки были построены полумесяцем, растянувшимся на расстояние в четыре километра. Их стрелки атаковали греков, центр полумесяца медленно отступал, а его крылья перемещались для окружения византийцев.
Византийцы стойко выдержали обстрел и к концу второго дня захватили лагерь Алп-Арслана. Однако правый и левый фланги, где лучники нанесли наибольший урон, лишились дисциплины из-за попыток отдельных бойцов навязать сельджукской коннице бой, которого она избегала отступлением. Роман приказал правому крылу прикрыть отступление основных войск, но приказ был понят неверно. Командовавший резервом Андроник Дука вместо оказания помощи стал распространять слухи о гибели императора и, что ещё важнее, начал стремительное отступление со значительной частью армии. Остальные войска, стоявшие фронтом к мусульманам, восприняли это отступление как бегство. Правый фланг оказался почти немедленно разбит, так как отряд, состоящий из тюркских племён огузов и печенегов, перешёл на сторону сельджуков, а некоторые армянские контингенты бежали. Остатки центра, включая императора и варяжскую гвардию, были окружены. Роман был ранен в схватке и попал в плен к Алп-Арслану. Он оставался пленником султана в течение недели. На выкуп в размере 10 миллионов золотых император не согласился, поэтому Алп-Арслан снизил сумму до 1,5 миллионов золотых авансом, с ежегодными выплатами ещё по 360 тысяч. Роман выдал замуж свою дочь за одного из сыновей султана, который обеспечил ему эскорт до Константинополя.

## Последствия

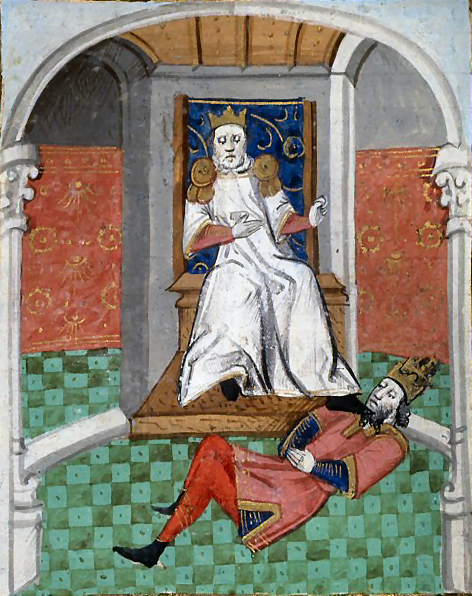
Алп-Арслан унижает Романа IV Диогена

Сразу после разгрома при Манцикерте был коронован двадцатилетний пасынок пленённого Романа IV Диогена — Михаил VII Дука, сын Константина X и Евдокии Макремволитиссы, ещё в малолетстве носивший императорский титул вместе с братьями Андроником и Константином. Воспитанием его заведовал учёный историк Михаил Пселл.
Получив известие о поражении Романа IV, которого сочли погибшим, придворные провозгласили регентство Евдокии и старшего царевича Михаила Дуки, но в действительности правил государством враг Романа, кесарь Иоанн. Когда было получено собственноручное письмо от Романа IV о скором его прибытии в столицу, от царицы потребовали, чтобы она объявила мужа лишённым престола. Царица отказалась, была изгнана из дворца и пострижена в монахини. Императором стал Михаил VII Дука Парапинак.
После нескольких неудачных столкновений с посланными из Константинополя войсками Роман заперся в киликийском городе Адана, где его осадил и заставил сдаться Андроник Дука (1072) под условием отречения от престола и пострига. За это ему была обещана личная безопасность, подтверждённая от имени Михаила VII тремя митрополитами. Роман был обманут: его ослепили, и он вскоре умер от ран, нанесённых при ослеплении.

### Территориальные изменения
Непосредственным итогом битвы стала окончательная потеря Византийской империей Армении и востока Малой Азии и образование на юго-востоке Малой Азии фактически независимого от Византии армянского государства Филарета Варажнуни. Победа сельджуков открыла племенам огузов и туркмен дорогу в глубь Малой Азии, и в течение последующих 10 лет тюрками был занят почти весь полуостров, куда устремились тюркские кочевники.
Несмотря на то, что в результате битвы в руки сельджуков перешла большая часть Армении, тем не менее им не удалось завоевать всю страну. Ряд небольших армянских государств, таких как царства Лори и Сюник и княжество Хачен на северо-востоке Армении, а также княжества в Сасуне, Мокке и части Васпуракана на юго-западе, в условиях враждебного окружения и постоянных вторжений, продолжили существовать в течение XI и XII веков.

## Мнение историков

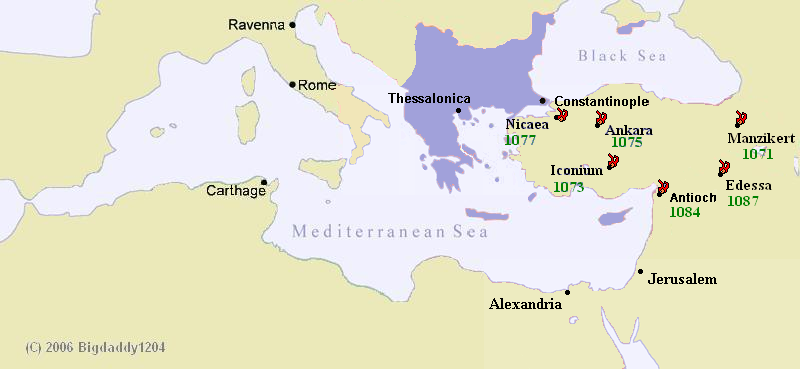
Даты завоевания сельджуками ключевых городов Малой Азии.

Немецкий историк Гельцер назвал сражение при Манцикерте часом «смерти великой Византийской империи».
Восток Малой Азии, Армения и Каппадокия — провинции, которые были домом стольких знаменитых императоров и воинов, и составляли основу силы Империи, — были потеряны навсегда, и турок поставил шатры кочевника на руинах древней римской славы.